# ハイカラ・ガール
『ハイカラ・ガール』は、2001年11月21日にヤマハミュージックコミュニケーションズより発売されたcapsuleの1枚目のオリジナルアルバムである（品番：YCCW-00033）。
オリエンタル風のメロディをもつ楽曲が収録されている。
中田ヤスタカがトータル音楽プロデュースを担当した2002年公開映画「うつつ」テーマソングの別アレンジ・バージョンも収録されている。

## 楽曲について
「サムライロジック」、「うつつ」、「電気十露盤」はインスト曲。
また「うつつ」は、映画「うつつ」テーマソングのアレンジ・バージョン。

### シングル収録
| ＃ | タイトル   | 収録シングル      |
| -- | ---------- | ----------------- |
| 3  | 恋ノ花     | 3枚目「東京喫茶」 |
| 5  | 花火       | 2枚目「花火」     |
| 6  | 壊れた時計 | 1枚目「さくら」   |
| 12 | 東京喫茶   | 3枚目「東京喫茶」 |
| 13 | 写真       | 2枚目「花火」     |
| 14 | さくら     | 1枚目「さくら」   |

## 収録曲について
全作詞・作編曲：中田ヤスタカ
| #         | タイトル                                               | 作詞  | 作曲・編曲 | 時間 |
| --------- | ------------------------------------------------------ | ----- | ---------- | ---- |
| 1.        | 「サムライロジック」                                   |       |            | 1:10 |
| 2.        | 「粉雪」                                               |       |            | 5:21 |
| 3.        | 「恋ノ花」                                             |       |            | 5:09 |
| 4.        | 「真夜中の電話」                                       |       |            | 4:23 |
| 5.        | 「花火」                                               |       |            | 4:22 |
| 6.        | 「壊れた時計」                                         |       |            | 4:57 |
| 7.        | 「愛してる愛してない」                                 |       |            | 4:39 |
| 8.        | 「うつつ」                                             |       |            | 4:27 |
| 9.        | 「神様の歌声」                                         |       |            | 5:08 |
| 10.       | 「カクレンボ」                                         |       |            | 4:31 |
| 11.       | 「電気十露盤」                                         |       |            | 6:18 |
| 12.       | 「東京喫茶」                                           |       |            | 4:49 |
| 13.       | 「写真」                                               |       |            | 4:29 |
| 14.       | 「さくら」(シークレットトラック：「ハイカラ・ガール」) |       |            | 7:12 |
| 合計時間: | 合計時間:                                              | 66:55 |            |      |

## カバーについて
- きゃりーぱみゅぱみゅ -「恋ノ花」（アルバム『じゃぱみゅ』に収録）